# 遮板

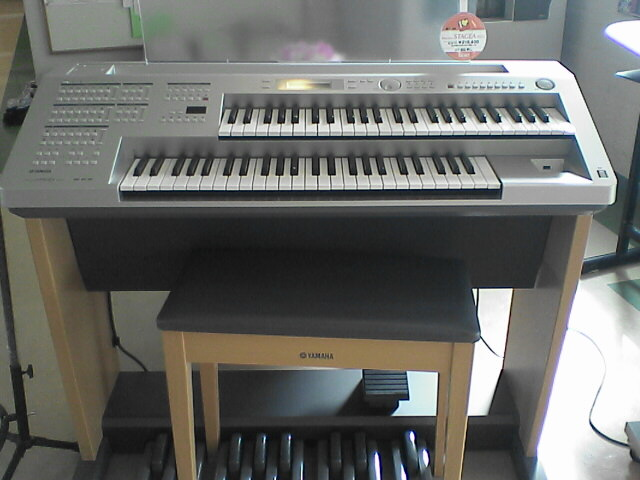
帶遮板的電子琴

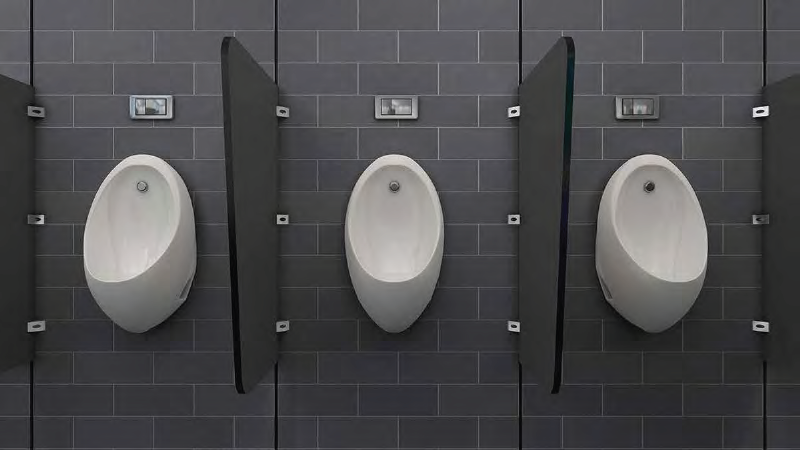
以遮板隔開的小便池

遮板是以遮蓋為目的而加添在衣服或家具等各色物品上。具體來說，指的是固定在書桌、繪圖桌、電子琴之類物品前方的一塊薄木板或金屬板，用以遮擋腿腳，不令人窺伺。亦稱擋板。

## 家具
遮板遮擋住桌子或風琴後方就座者雙腿的上半部，從而護住其隱私。這保障隱私的功能在桌或琴擺在教室或大堂前方時尤為重要。遮板還可為下方四條腿提供結構性支撐，作為固定電纜、電腦線、或電氣分線盒的地方。新聞播報台下通常也裝有遮板，遮掩主播的腿。
早期的遮板常見於十八、十九世紀的貴格會聚會所和其他教堂，逐漸風行於維多利亞時代。樓梯側方有時也裝有遮板，以防路人上窺女士們的禮服。教堂管風琴的兩側也會有遮板，遮擋演奏者踩踏板的腿腳，以避會眾眼光。後來，隨著二十世紀女性大量當起秘書，辦公桌下也開始用上遮板。

## 衣物
遮板可用以遮掩胸前的乳溝，或下襠，特別是於裙下防潮。有時也用在裙子上當作一種女性泳裝款式。